# Peugeot 4007
Peugeot 4007 este un automobil compact crossover SUV produs de compania Peugeot din 2007. 
Echivalentul versiunii Citroën este C-Crosser. Ambele vor fi produse de Mitsubishi în fabricile sale din Nedcar, în Olanda pe baza noului Outlander. Atât 4007 și C-Crosser sunt primele masini produse și vândute  de olandezi sub orice marcă franceză.

## Configurare

### Motorizări
- 2.2  L (2179 centimetricubi) DW12 HDi turbodiesel, 115 kW (156 PS), 380 Nm; cu filtru de particule și cutie de viteze cu 6 viteze și poate functiona si cu 30% de biodiesel.[4]
- 2.4 L 4B12 Petrol DOHC 16-valve MIVEC I4, 170 PS (motor regăsit și pe gama Outlander)[5]

## Vânzări
| An   | Vânzări |
| ---- | ------- |
| 2007 | 6,300   |
| 2008 | 13,700  |
| 2009 | 9,400   |